# Berenguer I de Nèustria
Berenguer fou un noble franc carolingi de la Frància Oriental. Era fill de Gebhard († després de 879), comte de Lahngau, i probablement d'una germana d'Ernest, comte al Nordgau.
Amb els seus germans Udó i l'abat Waldo, va prendre part en la revolta de l'any 861 de Carloman de Baviera contra el seu pare, però els conspiradors van ser derrotats, i els germans van haver de fugir amb el seu parent (cosí?) Adalard el Senescal a la França Occidental, a la cort del rei Carles el Calb. Se'ls va donar després la marca de Nèustria per defensar-se contra els normands, al voltant de Le Mans.
Però aquesta mostra de favor va despertar la gelosia dels Rorgònides una poderosa família amb terres al Maine, que es van rebel·lar i es van aliar a Salomó de Bretanya. Per aconseguir la pau, Carles el Calb va retirar la marca de Nèustria a Adalard, Udó i Berenguer Neustria i la va donar al rorgònida Gausfred.
Una carta de 879 assenyala a Udó en la fundació de la col·legiata de Gemünden, i es diu que els fills de Gebhard es van reincorporar a la Frància Oriental després del 865 i probablement al voltant de 876, després de la mort de Lluís el Germànic quan els seus fills es van repartir el regne, i entre els quals hi havia Carloman. Però aquesta carta suggereix que Berenguer ja era mort en aquell moment.

## Font
- Hubert Guillotel «Une autre marche de Neustrie», a Onomastique et Parenté dans l'Occident médiéval, Oxford, Prosopographica et genealogica, 2000, (ISBN 1-900934-01-9)